# Krasnaja Streliza (Kursk)
Krasnaja Streliza (russisch Красная Стрелица) ist eine Siedlung (ländlichen Typs) in der Oblast Kursk in Russland. Sie gehört zum Rajon Chomutowka und zur Landgemeinde (selskoje posselenije) Kalinowski selsowjet.

## Geographie
Der Ort liegt gut 119 km Luftlinie nordwestlich des Oblastverwaltungszentrums Kursk im südwestlichen Teil der Mittelrussischen Platte, 8,5 km südwestlich des Rajonverwaltungszentrums Chomutowka, 4 km vom Sitz des Dorfsowjet – Kalinowka, 6,5 km von der Grenze zwischen Russland und der Ukraine, am Torrente Suchaja Klewen (Nebenfluss des Klewen im Becken des Seim)

### Klima
Das Klima im Ort ist wie im Rest des Rajons kalt und gemäßigt. Es gibt während des Jahres eine erhebliche Niederschlagsmenge. Dfb lautet die Klassifikation des Klimas nach Köppen und Geiger.

## Bevölkerungsentwicklung
| Jahr | Einwohner |
| ---- | --------- |
| 2002 | 2         |
| 2010 | 1         |

Anmerkung: Volkszählungsdaten

## Verkehr
Krasnaja Streliza liegt 6 km von der Fernstraße föderaler Bedeutung M3 Ukraina (Moskau – Kaluga – Brjansk – Grenze zur Ukraine), 7 km von der Fernstraße A 142 (Trosna – M3 Ukraina), 6,5 km von der Straße regionaler Bedeutung 38K-040 (Chomutowka – Rylsk – Gluschkowo – Tjotkino – Grenze zur Ukraine), 1 km von der Straße interkommunaler Bedeutung 38N-116 (Kalinowka – Amon) und 31 km vom nächsten Bahnhof Esman (Eisenbahnstrecke Chutir-Mychajliwsky – Woroschba) entfernt.
Der Ort liegt 201 km vom internationalen Flughafen von Belgorod entfernt.